# شون ميلن
شون ميلن (بالإنجليزية: Shawn Milne)‏ هو دراج أمريكي، ولد في 9 نوفمبر 1981 في غلوستر في الولايات المتحدة.

## وصلات خارجية
- شون ميلن على موقع الاتحاد الدولي للدراجات (الإنجليزية)
- شون ميلن على موقع أرشيف الدراجات (الإنجليزية)
- شون ميلن على موقع إحصائيات الدراجات الإحترافية (الإنجليزية)